# Leucospermum arenarium
Leucospermum arenarium är en tvåhjärtbladig växtart som beskrevs av Rycroft. Leucospermum arenarium ingår i släktet Leucospermum och familjen Proteaceae. Inga underarter finns listade i Catalogue of Life.